# Unterbrochener Aortenbogen
Der Unterbrochene Aortenbogen ist eine der seltensten angeborenen Herz- bzw. Gefäßfehlbildungen. Es handelt sich hier um eine Spezialform der Aortenisthmusstenose. Es besteht keine Verbindung zwischen dem Anfangsteil der Aorta und dem Teil, der die untere Körperhälfte versorgt, dem sogenannten Aortenbogen. Dieser Herzfehler kommt in der Regel nicht als alleinige Fehlbildung vor, sondern ist mit anderen Fehlbildungen, z. B. einem Ventrikelseptumdefekt (VSD = Loch in der Herzscheidewand) oder einem weiter offenen Ductus arteriosus Botalli kombiniert.

## Auswirkungen
Durch die Unterbrechung des Blutflusses in der Aorta wird die untere Körperhälfte nicht durchblutet. Damit die Versorgung des Körpers, insbesondere der Leber, der Nieren und des Magen-Darm-Traktes stattfinden kann, muss ein anderer Herzfehler ebenfalls bestehen. Mit enormem Druck pumpt die linke Herzkammer gegen die Unterbrechung und der Auslass ist dann z. B. der VSD. Die Lunge wird überflutet und das Blut kommt dann rasch wieder in der linken Herzkammer an. Sowohl die Lunge als auch das Herz sind in einem ständigen Stresszustand und es kommt schließlich zur Überlastung dieser Organe.
Ist kein VSD vorhanden, sondern der Kreislauf nur von dem vorgeburtlich notwendigen Ductus arteriosus abhängig, kommen die Kinder in einen Schockzustand wenn sich diese Verbindung in den ersten Lebensstunden, -tagen oder -wochen verschließt. Sie können dann schnell versterben wenn nicht rechtzeitig gehandelt wird.

## Diagnostik
- Die klinische Untersuchung ist unspezifisch und nicht eindeutig. Der Blutdruck an den Beinen kann niedriger sein als an den Armen.
- Die Echokardiografie zeigt normalerweise alle Fehlbildungen.
- Beim Röntgen sieht man den vermehrten Blutdurchfluss durch die Lunge und meist ein vergrößertes Herz.
- Auf eine Herzkatheteruntersuchung kann in eindeutigen Fällen verzichtet werden. Trotzdem soll die Indikation wegen der anderen Fehlbildungen und im Hinblick auf die Operation großzügig gestellt werden.

## Therapie
Die Therapie besteht zunächst in der Gabe von Prostaglandin, einem Medikament, welches den Ductus arteriosus offen halten oder wieder eröffnen kann. Die Operation muss dann so schnell wie möglich erfolgen.
- Zweizeitiges Vorgehen bei der Operation: Die Verbindung des unterbrochenen Aortenbogens wird, je nach Ausprägung der Unterbrechung, entweder durch Verbindung der vorhandenen Aortenteile oder über eine Kunststoffprothese (Patch) geschaffen. Zusätzlich wird mit einem Bändchen die Lungenarterie in ihrem Ausfluss begrenzt (Pulmonales Banding). Diese Operation kann, wie bei der Aortenisthmusstenose ohne Einsatz der Herz-Lungen-Maschine durchgeführt werden und durch diesen relativ „kleinen Eingriff“ kann das Kind stabilisiert werden. In einer zweiten Operation müssen die noch bestehenden Herzfehler zu einem späteren Zeitpunkt operiert werden. Die Kunststoffprothese wächst nicht mit und muss entsprechend der Entwicklung des Kindes ersetzt werden.
- ein einzeitiges Vorgehen bei der Operation wird heute angesichts verbesserter intensivmedizinischer Betreuung und Technik ebenfalls durchgeführt. Mit Hilfe der Herz-Lungen-Maschine werden alle Fehlbildungen bei einer Operation korrigiert.

## Ergebnisse
Insgesamt sind die Ergebnisse sowohl nach dem einzeitigen als auch nach dem zweizeitigen Vorgehen gleich gut. Aufgrund des komplexen Herzfehlers findet sich (2004) aber weltweit immer noch eine Sterblichkeit von ca. 30 bis 50 %. Nach der Korrektur können sich (wie bei einer Aortenisthmusstenose) an den Operationsstellen wieder Verengungen bilden, die erneute Operationen oder Ballondilatationen mit dem Herzkatheter oder eine Stentimplantation notwendig machen. Bei etwa 50 % der Patienten muss im Laufe der folgenden 10 Jahre mit einer Nachbehandlung gerechnet werden. Eine lebenslange Nachbetreuung ist erforderlich, ebenso wie die Einhaltung der Endokarditisprophylaxe.

## Erwachsene mit Unterbrochenem Aortenbogen
Es gibt Jugendliche und Erwachsene mit dieser Fehlbildung. Bei ihnen hat sich der Ductus arteriosus so langsam verschlossen, dass sich Umgehungskreisläufe bilden konnten. Die betroffenen Menschen haben die gleichen Symptomen wie solche mit einer hochgradigen Aortenisthmusstenose.